# 黃智權
黃智權（1942年2月—），男，浙江桐鄉人，中华人民共和国政治人物，曾任江西省人民政府省長、十屆全國人大環境與資源保護委員會副主任委員等职务。

## 生平
1963年畢業於浙江大学農業機械系。同年9月參加工作。1979年加入中國共產黨。历任江西省计委处长、副主任、主任，江西省人民政府省长助理兼计委主任。1993年2月在江西省人大第八届一次会议上当选为江西省副省长。1995年8月当选为第十届中共江西省委副书记。1998年1月在江西省人大九届一次会议上当选为江西省副省长。2001年5月在江西省人大九届五次会议上被选为江西省省长。2003年1月在江西省第十届人民代表大会第一次会议上当选为江西省省长（2006年10月辞江西省省长职务）。2006年10月在十届全国人大常委会第二十四次会议上被任命为全国人大环境与资源保护委员会副主任委员。 
是中共十五屆候補中央委員、中央委員(2000年10月中共十五屆五中全會遞補)，十六屆中央委員。